# Пінот-Рудакевич Ярослав
Яросла́в Пінот-Рудаке́вич (прізвище Рудакевич, театральний псевдонім Пінот) (22 червня 1910, Закомар'я Золочівського повіту — 21 березня 1993, Філадельфія) — український актор, член колективу театру Володимира Блавацького та театральної трупи «В п'ятницю».

## Життєпис
Здобував середню освіту у Тернопільській і Львівській гімназіях.
У 1931—1933 роках розпочав театральну діяльність у трупі Йосипа і Яреми Стадників.
У 1933—1938 роках виступав в складі драматичного театру «Заграва» в міжвоєнній Польщі разом з Володимиром Блавацьким, Григором Лужницьким, Зеноном Тарнавським.
У 1938—1939 — у театрі ім. Івана Котляревського, 1939—1941 — ім. Лесі Українки.
У 1941—1944 роках виступає у Львівському оперному. При наближенні радянських військ переїхав до Німеччини, перебував у таборі в Ашаффенбурзі. В 1945—1949 роках керує таборовим українським театром.
Еміґрував до США, з 1963 року працював в українському театрі у Філадельфії — під керівництвом Володимира Блавацького, після його смерті — під рукою Володимира Шашаровського. По тому — у «Театрі в п'ятницю».
Похований на українському католицькому цвинтарі Фокс Чейз у Філадельфії.